# Werner Baumgart
Werner Baumgart (* 5. Januar 1927 in Limbach; † 17. Juni 2009 in Kuppenheim) war ein deutscher Jazzmusiker (Altsaxophon, Tenorsaxophon, später auch Baritonsaxophon sowie Klarinette und Oboe) der auch als Arrangeur und Komponist hervorgetreten ist.

## Leben und Wirken
Baumgart leitete 1947 eine eigene Band in seiner Geburtsstadt. Er kam 1949 zu Kurt Henkels und seinem Tanzorchester des Senders Leipzig als Saxophonist und Arrangeur. Als solcher schrieb er u. a. ein legendäres Arrangement von Ray Nobles Cherokee im Stil des Progressive Jazz, mit Soli für sich (am Tenorsaxophon) und Horst Fischer (Trompete). Das Label Amiga nahm das Stück im Januar 1950 auf Platte  auf, veröffentlichte es im Westen und machte die Henkels-Band sogar bei Jazzfreunden im westlichen Ausland bekannt. Auch in Paris erregte das Arrangement Aufmerksamkeit.
1951 verließ er Leipzig und ging zusammen mit Horst Fischer nach Stuttgart, wo Erwin Lehn gerade sein Südfunk-Tanzorchester zusammenstellte. Dort war er als Saxophonsatzführer, Solist und Arrangeur aktiv. Gemeinsam mit Gerry Weinkopf führte er neue Klangfarben ins Orchester ein, beispielsweise die durch Bud Shank und Bob Cooper populär werdende Kombination von Flöte und Oboe, wofür er im Leserpoll des „jazz-echo“ (Beilage des „Gondel“-Magazins) besonders gewürdigt wurde. Er nahm auch mit Alice Babs und mit der Mr Martin's Band von Martin Böttcher auf.
1958 entschloss er sich zum Wechsel zum neuen Südwestfunk-Tanzorchester, das von Rolf-Hans Müller gegründet worden war; dort fand er einen neuen Wirkungskreis und auch die Möglichkeit, auf Auslands-Tournee zu gehen. Auch wurde er von Kurt Henkels an Aufnahmen für Ariola beteiligt und nahm mit Horst Jankowski auf.
Mit seiner eigenen „Big Band Baden-Baden“ produzierte er für den SWF sowie für MPS verschiedene Langspielplatten, wie Glen Miller 2000 und Jazz Rock and Sweet. 1983 wurde Baumgart Schiffsmusiker und heuerte als Chef der Tanzkapelle auf der MS Astor an. Später trat er auch mit Lionel Hampton auf; Ende der 1980er Jahre gründete er ein Jazz-Swingtett. Er komponierte Stücke wie Posaunen-Serenade, Lady Charleston, Miss Melody oder Relax.
Werner Baumgart, der auch für Willy Berking arrangierte, starb am 17. Juni 2009 in Kuppenheim-Oberndorf.

## Lexikalische Einträge
- Jürgen Wölfer: Jazz in Deutschland. Das Lexikon. Alle Musiker und Plattenfirmen von 1920 bis heute. Hannibal, Höfen 2008, ISBN 978-3-85445-274-4.